# Sister (película de 2021)
Sister (en chino tradicional y simplificado, 我的姐姐; pinyin, Wǒ de jiě jie; literalmente, ‘Mi hermana mayor’) es una película dramática china de 2021 dirigida por Yin Ruoxi, escrita por You Xiaoying y está protagonizada por Zhang Zifeng en el papel principal titular, con Xiao Yang, Zhu Yuanyuan, Duan Bowen y Connor Leong como los otros miembros del elenco. Fue lanzado en China el 2 de abril de 2021. La película recaudó $52.8 millones en su primer fin de semana. La película ha sido recibida positivamente, con elogios por la actuación de Zhang Zifeng, y ha provocado una discusión sobre los roles de género y los valores tradicionales en la sociedad china moderna.

## Argumento
La película cuenta una historia sobre el vínculo entre una hermana mayor y su hermano menor. Cuando An Ran pierde a sus padres en un accidente de tráfico, debe decidir si perseguir su independencia o criar a su medio hermano de 6 años.
La película, que fue escrita y dirigida por You Xiaoying y Yin Ruoxi, ambas cineastas jóvenes, examina temas del tradicionalismo en la sociedad china, el patriarcado, la preferencia tradicional por los hijos sobre las hijas y la piedad filial.

## Reparto
| Actor        | Personaje   | Descripción                |
| Zhang Zifeng | An Ran      | Una hermana mayor          |
| Xiao Yang    | Wu Dongfeng | El tío de An Ran           |
| Zhu Yuanyuan | An Rongrong | La tía de An Ran           |
| Duan Bowen   | Zhong Yong  | Conductor en el accidente  |
| Connor Leong | Zhao Ming   | El novio de An Ran         |
| Jin Yaoyuan  | An Ziheng   | El hermano menor de An Ran |

## Producción
Una película de bajo presupuesto, Sister fue filmada en Chengdu de julio a septiembre de 2020. Al igual que Farewell, My Lad (再见，少年), cuyo estreno está previsto para el 16 de abril de 2021, la película es una colaboración entre Zhang Zifeng y Yin Ruoxi.

## Estreno
El primer póster promocional de la película se lanzó el 28 de julio de 2020. Un avance se lanzó el 26 de septiembre de 2020, y el 31 de diciembre de 2020 se anunció que la película se estrenaría el 2 de abril de 2021. El tema principal, "Sister", escrito por Zhang Chu y cantado por Roy Wang, fue lanzado el 17 de marzo de 2021. El 24 de marzo se lanzó el último tráiler. Se programaron proyecciones preliminares en algunas ciudades para el 28 de marzo y el 1 de abril.

## Recepción

### Taquilla
La película fue lanzada el 2 de abril de 2021, fin de semana de la Festividad de Qingming. En su primer fin de semana, la película recaudó $52.8 millones, superando las ganancias de Godzilla vs. Kong en China el mismo fin de semana. El éxito de la película ha generado comparaciones con Hi, Mom, otra película dirigida por mujeres y escrita centrada en la familia que superó las expectativas en la taquilla a principios del mismo año.

### Crítica
La película fue bien recibida por el público tras su estreno. Sus temas provocaron un debate sobre los valores tradicionales, los roles de género y el papel de las mujeres en China. El sociólogo Li Yinhe, que estudia los roles de género en China, calificó la película como "un trabajo profundo basado en una realidad social sólida" y señaló el conflicto entre el individualismo y los valores familiares tradicionales. La actuación de Zhang Zifeng fue especialmente citada como lo más destacado de la película por los críticos, y algunos la llamaron un "gran avance" y una "proeza".